# Zlatko Hanžek
Zlatko Hanžek (Zagreb, 1953.), hrvatski arhitekt

## Životopis
Rođen u Zagrebu 1953. godine. Na zagrebačkom Arhitektonskom fakultetu diplomirao je 1977. godine u klasi prof. Miroslava Begovića. Postdiplomski studirao u Beogradu predmet Stanovanje.  Sudionik više opsežnih i složenih građevinskih projekata, poput Rafinerije nafte u Rijeci, TE Plomin II, KBC Novi Zagreb, ACY marine, Petrokemijski kompleks u Kutini, Multifunkcionalne benzinske crpke INA-e, stambeno naselje A. Hebrang u Sl. Brodu, OŠ Štrpce na Kosovu, kapelica u Hrgovima Donjim, kapelica u Doknju, spomen-dom Crkvičko Polje, Plužine u Crnoj Gori, pogon Jugovinila u Kaštel Sućurcu, kongresna dvorana na Brijunima, crkva sv. Ilije u Doknju  i dr.